# Mesosemia meletia
Mesosemia meletia är en fjärilsart som beskrevs av Felder 1865. Mesosemia meletia ingår i släktet Mesosemia och familjen Riodinidae. Inga underarter finns listade i Catalogue of Life.